# Lilith (dipinto)
Lilith è un dipinto a olio su tela (194×104 cm) di John Collier del 1887 conservato nell'Atkinson Art Gallery di Southport, nel Regno Unito.

## Stile e tecnica
Collier rappresentò Lilith come una donna bionda, giovane e di bellissimo aspetto. Un serpente la avvolge all'altezza delle caviglie, sotto il ginocchio e sotto l'addome, suggerendo un abbraccio passionale tra i due. Lilith regge con la mano sinistra una ciocca dei suoi capelli e con la destra parte del corpo della creatura; rivolge lo sguardo verso il basso, permettendo così all'osservatore di focalizzarsi sulla testa dell'animale appoggiata sulla spalla destra. Il candore della pelle di Lilith risalta grazie alle tonalità molto scure del rettile e della foresta sullo sfondo.
La tela è ispirata al poesia di Dante Gabriel Rossetti Lilith, or Body's Beauty (1868), ove Lilith viene descritta come la strega che amava Adamo prima di Eva, nonché colei le cui trecce diedero al mondo "il suo primo oro". Ciononostante, Rossetti riconosce anche che si tratta di un'entità oscura che usa la sua bellezza come un'arma e lancia incantesimi mortali.
Nella descrizione che offre il volume del The British Architect del 1887:

## Accoglienza
Dal momento in cui Collier presentò al pubblico Royal Academy of Arts, tenuta nel 1887, la tela ricevette ottimi giudizi. 
In occasione dell'undicesima mostra estiva della Grosvenor Gallery di Londra nel 1887, la rivista The Photographic News trovò lo studio di nudo di Lilith di notevole valore. Il catalogo della mostra nota che il dipinto merita di essere esaminato attentamente in termini di artigianalità e sensibilità, e apprezza l'esecuzione pittorica del serpente. La rivista The British Architect affermò che pochi pittori sapevano dipingere come Collier, e solo una manciata di loro sarebbe probabilmente stata in grado di dipingere il serpente raffigurato in Lilith come invece fece lui.
La rivista The Athenaeum affermò che, sebbene si tratti di un dipinto realizzato eccellentemente e accuratamente pensato, Collier avrebbe fatto un paragone rischioso correlando Lilith all'omonimo componimento di Rossetti. Secondo la rivista, infatti, piuttosto che sembrare ispirata a tale scritto, ricorderebbe molto di più il romanzo Salammbô di Gustave Flaubert.
Secondo The Spectator, Lilith sarebbe una raffigurazione dettagliata, sapientemente realizzata e realistica, il che, tuttavia, si sarebbe tradotto, nel corso della sua realizzazione, nella «scomparsa di ogni valenza poetica e simbolica». Inoltre, la stessa fonte sottolinea che «è per forza di cose brutta quell'arte che si sforza di creare la superficie di un corpo in modo realistico» quando viene dipinto senza ispirazione, sentimento e pensiero.